# Forst Thiergarten
Forst Thiergarten ist eine Gemarkung im oberfränkischen Landkreis Bayreuth und war ehemals ein gemeindefreies Gebiet. Die Gemarkung hat eine Fläche von 6,275 km². Sie ist in 53 Flurstücke aufgeteilt, die eine durchschnittliche Flurstücksfläche von 118404,30 m² haben.
Der 629,95 ha große, weitestgehend bewaldete Staatsforst wurde zum 1. Januar 2005 als gemeindefreies Gebiet aufgelöst und auf die Gemeinden Haag (Gemarkungsteil 1, 318,01 ha) Emtmannsberg (Gemarkungsteil 2, 242,37 ha) und Creußen (Gemarkungsteil 3, 69,75 ha) verteilt.